# Aedes thurmanae
Aedes thurmanae är en tvåvingeart som beskrevs av Mattingly 1958. Aedes thurmanae ingår i släktet Aedes och familjen stickmyggor. Inga underarter finns listade i Catalogue of Life.